# رأفت البدر
رأفت البدر : هو مخرج ومنتج ورجل أعمال عراقي ولد في يوم 8 تموز 1978 في بغداد، درس العلوم الفيزيائية في كلية المأمون الجامعة، وثم بدأ بإخراج الكليبات الغنائية وفي سنة 2013 أنشأ مجموعة الرماس للإنتاج الموسيقي، أخرج كليبات غنائية، كما أخرج فيلم طال الغياب في سنة 2017 وسيخرج فيلم الرحلة في سنة 2019 .

## مسيرته
عمل المخرج رأفت البدر، في مجال صناعة الفيديو كليب منذ عام 2007 إلى الآن وحققت أعماله انتشاراً واسعاً في الوطن العربي وخلال تسع سنوات، نشر خلالها ما يقرب 720 فيديو كليب وفاز بلقب أفضل مخرج عراقي عدة مرات. كما عمل كمدير لقناة إم سي بي موسيقى وقناة ميوزك الحنين، ثم افتتح شركة صدى الرماس للإنتاج والتوزيع الفني ومن هذه الشركة انطلقت قناة ميوزك الرماس على القمر نايل سات وهي مستمرة إلى الآن وحققت أعماله نسبة مشاهدات عالية على يوتيوب.
أخرج رأفت البدر فيديو كليبات للعديد من الفنانين من ضمنهم نصرت البدر و حاتم العراقي و نور الزين و ملحم زين و إسراء الأصيل و محمد السالم.
في عام 2017 دخل رأفت عالم الإخراج السينمائي وأخرج فيلم طال الغياب. وفي 2019 بدأ بالعمل على إخراج فيلم مصري عراقي بعنوان الرحلة ويشارك في العمل عدد من نجوم الوطن العربي بالإضافة لفنانين مصريين. وفي أغسطس 2019 أعلن رأفت البدر، توقيع عقد لإنتاج الموسم الثالث من المسلسل العراقي الشهير ذئاب الليل، مع السيناريست صباح عطوان، على أن تتولى شركتا الرماس وتين تايم إنتاجه.

## فيلموغرافيا
| العام | العنوان    | الدور | ملاحظات         |
| ----- | ---------- | ----- | --------------- |
| 2017  | طال الغياب | مخرج  | فيلم            |
| 2019  | الرحلة     | مخرج  | فيلم عراقي مصري |

## ديسكوغرافيا

### ألبومات الاستوديو
- 2008: لا لا
- 2009: وينك
- 2011: بس لا
- 2015: عشق
- 2016: أريد احظنك
- 2016: شسوي
- 2017: ولك لالي
- 2017: أنت بس

### ألبومات حية
- 2009: وينك
- 2015: عشق
- 2016: شسوي
- 2017: تالي
- 2017: ملاك أنفاسي

## روابط خارجية
- رأفت البدر على موقع IMDb (الإنجليزية)